# Filellum conopeum
Filellum conopeum är en nässeldjursart som beskrevs av Watson 2003. Filellum conopeum ingår i släktet Filellum och familjen Lafoeidae.
Artens utbredningsområde är Södra Ishavet. Inga underarter finns listade i Catalogue of Life.